# 祖父江唯
祖父江 唯（そぶえ ゆい、11月5日生まれ ）は、日本の女性タレント、俳優、声優。
埼玉県出身。血液型 O型。身長 156.5cm。体重 45Kg。
以前は、フェイスネットワーク（エンターテイメント部）に所属していた。
現在は、株式会社ファイブドアーズ、劇団虎のこを辞め、フリーでマルチに活動中。

## 出演作品

### 舞台
- 劇団虎のこ公演
  - 2007年「クリスマス ラブダンディ」
  - 2007年「死してなお飛ぶラブダンディー」（シアターV アカサカ）
  - 2008年『サムリーマン-ト音記号-』（東京芸術劇場小ホール1）
  - 2009年「Time Trouble 齢30」（Gallery Le Deco）
  - 2012年8月『北村メーカー』（作・演出：金子裕 (脚本家)、高田馬場ラビネスト）

- 劇団虎のこ以外公演 
  - 2000年　ACA企画『STAKE!』（スペース107）
  - 2000年　ACA企画『ハッピーエンド』（シアターV赤坂）
  - 2005年　レストラン公演『from the moonlight』（演出：田中優樹）
  - 2005年　『GAKUYA』（演出：中津留章仁、スペース107）
  - 2006年　『しにほへら』（演出：黒川竹春、下北沢タウンホール）
  - 2006年　AtticTheater『箱の中で散歩』（演出：黒川竹春、中野MOMO）
  - 2006年　レストラン公演『世間離れ』（演出：中津留章仁）
  - 2007年　劇団コーンフレークス『博士と太郎の異常な愛情』（演出：松井カズユキ、シアターブラッツ）
  - 2007年　東京マハロ『ぼく願ふ、きみ想ふ』（演出：矢島弘一、萬スタジオ）
  - 2008年　TRASHMASTERS『beyond the document 〜渇望と裁き〜』（演出：中津留章仁、下北沢駅前劇場）
  - 2012年1月　3.14ch『宇宙船』（作・演出 ムランティン・タランティーノ、東演パラータ）
  - 2012年3月　北区内田康夫ミステリー文学賞『神隠し 異聞「王子路考」』（演出：金子裕、王子ほくとぴあさくらホール）
  - 2012年5月　レビューカンパニーサルメ『アラジンと魔法のトランク』作・演出：色羽紫、築地本願寺ブティストホール
  - 2012年6月　吉本興業 神保町花月公演『紫陽花と、うん!いたこっこ』ヒロイン（脚本：冨田雄大(劇団オコチャ)、演出：山下哲也）
  - 2012年9月　スリーアウトシンジ『空の在り方、心の底』2人芝居（作・演出：佐藤シンジ、中野ワニズホール）
  - 2012年12月　散歩道楽 男闘呼組『Hokutonoken』日替わりマドンナ（作・演出：太田喜也、下北沢OFFOFF）
  - 2013年3月　北区内田康夫ミステリー文学賞『凶音窟』（演出：金子裕、王子ほくとぴあさくらホール）
  - 2013年6月　「怪盗団と僕は夢の中」（神保町花月）[2]
  - 2013年6月　「色彩オーケストラ」（神保町花月）[2]
  - 2013年7月　『ティーチャー』（「保木本真也がプロデュース」公演、シアターグリーン）

### 映画
- ガラスの脳（2000年1月29日、監督：中田秀夫、日活） -　田辺伊織 役[4]
- レイズライン（2002年、監督・脚本・原作・編集：福谷修） -　花有 役[4]
- 自殺マニュアル（2003年、監督：福谷修、ベンテンエンタテインメント） -　松田由紀 役
- 最後の晩餐-The Last Supper（2004年、監督・脚本：福谷修）
- 死づえ2〜刻まれた十字架〜（2006年5月、監督・脚本：櫻井雅章） -　日野翔子 役
- 死づえ3〜呪縛病棟〜（2006年5月、監督・脚本：櫻井雅章）
- モテキ（2011年9月23日、監督・脚本：大根仁、東宝） -　(フェスカップル)マリ 役

### テレビドラマ
- 恋の神様（2000年1月14日〜3月17日、TBS）[4]
- 嫁はミツボシ。（2001年4月11日〜6月20日、TBS）
- 金曜ナイトドラマ　TRICK2（2002年1月11日〜3月22日、テレビ朝日）
- 火曜サスペンス劇場　共犯（2002年2月12日、日本テレビ）
- もっと恋セヨ乙女（2004年5月17日〜6月24日、NHK総合） -　京子先生 役

### テレビ番組
- 開運!なんでも鑑定団（テレビ東京）※リポーター
- デジドルファクトリー（BS朝日）※レギュラー
- プチゲー（BS-i）※グレン探検隊メンバー・レギュラー
- J:COM 調布・世田谷（J:COM 東京）※レギュラーリポーター
- GET! パチンコ（エンタメ〜テレ☆シネドラバラエティ）

### ラジオ番組
- 弥生と唯のミッドナイトガレージ（AM神戸）
- ASIAN美少女FILE（AM神戸）

### CM
- viewsic
- 安楽亭
- DyDo miu　※山梨限定
- 株式会社アイエイアイ「ミニロボつくるたのしさ」（30秒、2013年12月〜）[2]
- 全労済長野県本部「主婦の日常」（30秒）[2]

### ゲーム
2008年
- トワイライトシンドローム 禁じられた都市伝説（長谷川ユカリ）※実写・声

2009年
- DyDoドリンコ携帯ゲームコンテンツ『彼女のご機嫌取り』

### キャンペーン
- 2004〜2006年　DyDo MIU RacingTeam MIUGIRL　※レースクイーン
- 2007年　DyDo JAPANCUPボーリング　※イメージガール

### その他
- 雑誌：『パチンコオリジナル必勝法スペシャル』付録DVD出演＆コラム連載中
- DVD：『パチンコオリジナル必勝法デラックス』付録DVD出演
- DVD：『堤幸彦演出研究序説』
- WEB：2008年・2009年　DyDoドリンコホームページ動画コンテンツ『DO画NEWS』メイン司会 レギュラー
- WEBドラマ：2008年『ゴメンナサイが言えなくて』短篇.Jpルーキーズ作品（監督：真田幹也）
- BEEマンガ：「ケセランパサラン」加藤リカ 役(声)
- WEB：Showtime『はなわ・原口あきまさの面接王』「BQ」内WEBドラマ『→』宇宙人アイドル 役